# Suvorovsky (huyện)
Huyện Suvorovsky (tiếng Nga: ? райо́н) là một huyện hành chính tự quản (raion), của Tỉnh Tula, Nga. Huyện có diện tích 1080 kilômét vuông, dân số thời điểm ngày 1 tháng 1 năm 2000 là 44500 người. Trung tâm của huyện đóng ở Suvarov.